# Monohelea poncai
Monohelea poncai är en tvåvingeart som beskrevs av Lane och Wirth 1964. Monohelea poncai ingår i släktet Monohelea och familjen svidknott. Inga underarter finns listade i Catalogue of Life.